# Holbæk Fjord
Holbæk Fjord är en vik i Danmark.   Den ligger i Region Själland, i den östra delen av landet, 50 km väster om Köpenhamn.
Holbæk Fjord är en fjordarm längst in i Isefjorden. På dess södra sida ligger staden Holbæk.